# Musée Renault
Géré par l'association Renault Histoire, le musée Renault était implanté à Boulogne-Billancourt près de Paris, sur les bords de Seine, dans un hôtel particulier de la fin du XIXe siècle. En cinq salles thématiques et une boutique, il retraçait les différents aspects de l'histoire de Renault depuis 1898 dans ses différents produits et activités - automobile, mais aussi aéronautique, ferroviaire, industriel, militaire et social - en l'illustrant de nombreux objets - photos, vidéos, affiches, livres, maquettes.
Le musée, ouvert en 1988, a fermé définitivement ses portes le jeudi 10 novembre 2016 après 28 années d'existence.

## Salles d'exposition
- La salle Pierre Lefaucheux (premier PDG de la RNUR)  propose un parcours thématique de l'histoire de Renault, notamment sur les débuts, l'expansion territoriale à Boulogne, les produits aéronautiques, agricoles, ferroviaires et militaires (1914-1918).
- La salle Louis Renault relate la vie et l’œuvre du fondateur, patron de la marque, ainsi que ses créations les plus marquantes.
- La salle Pierre Bézier (inventeur de la machine transfert et de la Conception Assistée par Ordinateur - CAO) évoque l'évolution des moyens de fabrication avec des maquettes de bâtiments et de machines.
- La salle François Szisz (vainqueur du premier Grand Prix de l'ACF en 1906) est consacrée à la compétition, du début de Renault aux temps modernes et aux randonnées africaines de l'entre-deux-guerres.
- La salle Eugène Blary (apprenti de 13 ans tué en 1917 lors de l'effondrement d'un bâtiment)  aborde les activités sociales et associations, l'histoire des mouvements sociaux. L'apprentissage est évoqué avec quelques réalisations faites par les apprentis au cours de leur formation.
- La salle Gilbert Hatry (créateur du musée) est réservée à la projection de films.